# Ghatixalus variabilis
Espèce
Synonymes
- Polypedates variabilis Jerdon, 1854 "1853"
- Polypedates pleurostictus Günther, 1864
- Rhacophorus parkeri Ahl, 1927

Statut de conservation UICN

 EN B1ab(iii) : En danger
Ghatixalus variabilis est une espèce d'amphibiens de la famille des Rhacophoridae.

## Répartition
Cette espèce est endémique du Kerala en Inde.

## Taxinomie
Ce taxon est habituellement considéré comme représentant plusieurs espèces.

## Publication originale
- Jerdon, 1854 "1853" : Catalogue of Reptiles inhabiting the Peninsula of India. Journal of the Asiatic Society of Bengal, vol. 22, p. 522-534 (texte intégral).